# Gran Premi de l'Aràbia Saudita
El Gran Premi de l'Aràbia Saudita és una cursa d'automobilisme de velocitat puntuable per al Campionat Mundial de Fórmula 1 des de la temporada 2021.

## Història
El 5 de novembre de 2020 la Fórmula 1 va anunciar que l'Aràbia Saudita albergaria un Gran Premi a partir de la temporada 2021. La cursa es disputa en horari nocturn i té com a seu el circuit de la Cornisa de Jiddah.

## Crítiques
La confirmació de la celebració del Gran Premi d'Aràbia Saudita va portar amb si crítiques cap a la Fórmula 1 per temes relacionats dels drets humans en aquest país, entre d'altres, per part d'Amnistia Internacional i Human Rights Watch. A les xarxes socials, es va popularitzar el moviment #BoycottSaudiGP.

## Guanyadors
| Any  | Pilot          | Escuderia     | Circuit | Resultat  |
| ---- | -------------- | ------------- | ------- | --------- |
| 2021 | Lewis Hamilton | Mercedes      | Jiddah  | Resultats |
| 2022 | Max Verstappen | Red Bull-RBPT | Jiddah  | Resultats |
| 2023 | Sergio Pérez   | Red Bull-RBPT | Jiddah  | Resultats |

## Estadístiques

### Pilots amb més victòries
| Victòries | Pilot          | Anys |
| --------- | -------------- | ---- |
| 1         | Lewis Hamilton | 2021 |
| 1         | Max Verstappen | 2022 |
| 1         | Sergio Pérez   | 2023 |

### Constructors amb més victòries
| Victòries | Escuderia | Anys       |
| --------- | --------- | ---------- |
| 2         | Red Bull  | 2022, 2023 |
| 1         | Mercedes  | 2021       |